# Raziel (luchador)
Raziel (Ciudad de México, 8 de febrero de 1973-4 de abril de 2022) fue un luchador profesional mexicano. Trabajó para el Consejo Mundial de Lucha Libre. En sus inicios trabajó con el nombre de Calígula, formando el equipo Los Romanos junto con Messala (ahora conocido como Cancerbero). 

## Carrera de lucha libre profesional
Raziel entrenó con Skayde y con el luchador Brazo Cibernético, (José Aarón Alvarado Nieves).  Tras su debut en 1996, adoptó el personaje de "Neo", formando equipo con un compañero graduado "Geo", ambos enmascarados lucharon con un estilo de alto vuelo. Al principio de sus carreras, el dúo trabajó para  la Triple A. Después de su paso por AAA, trabajaron para la promoción de corta duración Promo Azteca, así como para International Wrestling Revolution Group antes de cambiar sus personajes en el ring.

### Los Romanos
En 2005 comenzó a trabajar para el Consejo Mundial de Lucha Libre y se asoció con otro miembro reciente de CMLL. Su personalidad en el  ring era la de un soldado romano completo con una máscara diseñada para parecer casco de un soldado romano . Su compañero de equipo se llamaba Messala y se le dio un truco de inspiración romana similar y, colectivamente, se les conoció como Los Romanos, eran rudos.

### Los Cancerberos del Infierno
El 18 de noviembre de 2009, CMLL presentó un nuevo grupo de Rudos, Los Cancerberos del Infierno , un equipo liderado por el veterano Virus, Pólvora y Euforia, así como dos nuevos personajes: Raziel y Cancerbero. Más tarde se reveló que Raziel y Cancerbero no eran dos nuevos luchadores, sino Los Romanos, cambiando su nombre a Raziel y Messala convirtiéndose en Cancerbero. A finales de 2009 Los Cancerberos participaron en un torneo para coronar al nuevo Campeón Nacional de Tríos de México, Virus, Pólvora y Euforia representaron al grupo y derrotaron a Los Ángeles Celestiales ( Ángel Azteca, Jr., Ángel de Plata y Ángel de Oro ) en la primera ronda. Luego de la derrota del torneo, Los Ángeles Celestiales y Los Cancerberos del Infierno han desarrollado una rivalidad entre los dos grupos, enfrentándose en varios programas de CMLL, incluido su programa de viernes por la noche CMLL Super Viernes.  El 15 de enero de 2010, Super Viernes Raziel derrotó a Ángel de Plata en un partido de iluminación, continuando la historia de construcción entre las dos facciones. En mayo de 2015, Raziel compitió en un combate clasificatorio para la versión 2015 de En Busca de un Ídolo junto con otros 15 luchadores. Raziel compitió en un torneo cibernético, combate eliminatorio donde los últimos ocho luchadores clasificarían para el torneo. Compitió contra Akuma, Blue Panther Jr., Cancerbero, Canelo Casas, Delta, Disturbio, Esfinge, Flyer, El Gallo, Guerrero Maya Jr., Joker, Pegasso, Sagrado, Stigma y Boby Zavala . Raziel fue el segundo luchador eliminado ya que fue inmovilizado por Guerrero Maya Jr. El 25 de diciembre de 2015 como parte del programa anual Infierno en el Ring de CMLL, Raziel fue uno de los doce hombres que arriesgaron su máscara en el evento principal Steel Cage. partido Fue el décimo hombre en salir de la jaula, manteniendo su máscara a salvo en el proceso. En enero de 2017, Raziel hizo su debut en Japón al participar en Fantastica Mania 2017, la gira anual coproducida por CMLL y New Japan Pro-Wrestling (NJPW).